# Amsterdam Pirates
Gli Amsterdam Pirates sono una squadra di baseball olandese con sede ad Amsterdam. Dal 2008 al 2022, per ragioni di sponsorizzazione, si sono chiamati L&D Amsterdam Pirates.

## Storia
La squadra è stata fondata come espansione del club calcistico S.V. RAP, tanto da essere chiamati RAP Pirates nei primi anni di esistenza. Non è stata la prima squadra della capitale olandese, considerando che l'Ajax aveva vinto lo scudetto già nel 1924.
Nel 1987 i Pirates hanno vinto per la prima volta il titolo nazionale, poi bissato pochi anni dopo, nel 1990. Per festeggiare un nuovo trionfo in campionato, la squadra (all'epoca in divisa verde e gialla) ha dovuto attendere il 2008, quando superò il Kinheim per 3-0 nella serie finale. Il quarto titolo è arrivato al termine della stagione 2011, grazie al 4-1 nelle finali contro i Vaessen Pioniers.
Il 4 giugno 2016 la squadra ha vinto la sua prima European Cup, battendo Rimini in trasferta all'extra inning con il punteggio di 5-4. Dopo aver avuto la peggio in quattro finali per il titolo nel giro di cinque anni, sconfitti sempre dal Neptunus, nel 2019 i Pirates riuscirono a vincere il campionato contro la formazione di Rotterdam per 4-3, ripetendosi poi con lo stesso risultato due anni più tardi. Nel 2023 sono campioni per la settima volta, grazie al successo per 9-8 in gara 7 contro Neptunus.

## Palmarès
- Campionati olandesi: 7

1987, 1990, 2008, 2011, 2019, 2021, 2023
- Coppe dei Campioni: 1

2016

## Softball
La sezione di softball dei Pirates ha vinto due Coppe delle Coppe, nel 1996 battendo in finale le Sparks Haarlem, nel 1997 il Rimini Softball. I Pirates nel 2020 sono tornati a disputare la Golden League, la massima serie olandese, dopo tredici anni di assenza.

### Palmarès
- Coppe delle Coppe: 2

1996, 1997